# Halochroa
Halochroa là một chi bướm đêm thuộc họ Erebidae.